# Enemy Alien
Der Begriff Enemy Alien (zu Deutsch etwa Ausländer aus Feindländern, oft verkürzt zu feindlicher Ausländer) bezeichnet im angloamerikanischen Recht den Angehörigen eines Staates, mit dem sich das Land, in dem er sich aufhält, in einem Konflikt – nicht zwangsläufig Krieg – befindet. Der Begriff wurde vorrangig in der Zeit des Zweiten Weltkrieges, aber auch im Ersten Weltkrieg verwendet. Während des Zweiten Weltkrieges wurden auch in anderen Ländern, z. B. Deutschland und Frankreich, Angehörige von Feindstaaten interniert.

## Rechtsentwicklung bis zum Ersten Weltkrieg
Im Kriegsvölkerrecht war es althergebracht, dass für zivile Angehörige eines Feindstaates auf eigenem Boden alle diplomatischen Rechte und nationalen Privilegien ausgesetzt waren. Erstmals wurde dieser Grundsatz von William Blackstone 1766 in seinen Commentaries on the Law of England niedergeschrieben, er verwendete dafür auch bereits den Begriff Alien Enemy.
1798 erließen die Vereinigten Staaten die Alien and Sedition Acts, darunter den Alien Enemies Act, um die Nation in Folge der XYZ-Affäre auf einen befürchteten Krieg mit Frankreich vorzubereiten. Im Alien Enemies Act wurde geregelt, dass alle im Feindesland Geborenen über 14 Jahren erfasst, festgenommen und aus den USA ausgewiesen werden konnten.
Im Ersten Weltkrieg jedoch wurden die zuvor diskreditierten Internierungslager der Kolonien erstmals in Europa eingesetzt. Maßgeblich war die Versenkung der Lusitania im Mai 1915. Nur eine Woche später ordnete die britische Regierung die Internierung aller männlichen Deutschen und Angehörigen von Österreich-Ungarn im wehrfähigen Alter als Enemy Alien auf der Isle of Man an. In allen kriegsführenden Nationen wurden in der Folge ähnliche Regelungen getroffen und Lager eingerichtet.

## Frankreich

### Zweiter Weltkrieg
Mit dem Ausbruch des Zweiten Weltkriegs wurden in Frankreich lebende Menschen aus dem Deutschen Reich zu étrangers ennemis (feindlichen Ausländern) – egal, ob sie als Emigranten oder als Anhänger des Naziregimes hier lebten. In der Folge waren sie von unterschiedlichen Verfolgungs- und Internierungsmaßnahmen betroffen, die vielfach in Auslieferungen an Deutschland endeten. 

## Großbritannien

### Erster Weltkrieg

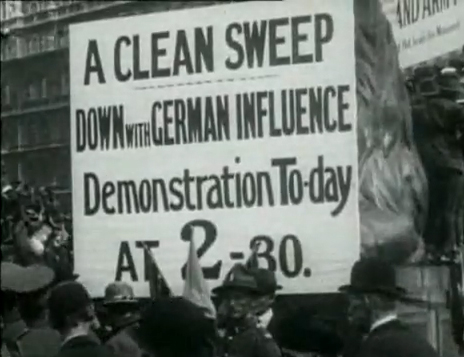
Antideutsche Demonstranten in England 1914. Auf dem Schild steht:
Ein Kehraus
Schluss mit dem deutschen Einfluss
Heute Demonstration
um 2:30

Während des Ersten Weltkrieges gab es eine verbreitete Hysterie gegen Deutsche. Es wurde eine Petition für die Inhaftierung von in England lebenden Deutschen gestartet, die 1,25 Millionen Engländer unterzeichneten. Es gab eine Massendemonstration am Trafalgar Square gegen Deutsche in Großbritannien.

### Zweiter Weltkrieg
Seit der Machtergreifung der Nationalsozialisten 1933 kamen viele Deutsche als Flüchtlinge vor dem Nazi-Regime nach Großbritannien. Ab Kriegsausbruch 1939 wurden diese zunächst ohne Unterscheidung wie sonstige Angehörige von Feindstaaten Restriktionen unterworfen. Sie durften sich nur in einer Zone von drei Meilen um ihren Wohnort bewegen. Der Besitz von Fahrzeugen, Rundfunkgeräten, Kameras und Landkarten war ihnen verboten.
Ab Mitte September 1939 mussten sich Deutsche und Österreicher einem Tribunal stellen, das den „Grad der Loyalität“ feststellte. Sie wurden in eine von drei Kategorien eingestuft:
- Kategorie A: umgehend zu internieren.
- Kategorie B: bis auf weiteres von der Internierung ausgenommen, jedoch unter Beobachtung und mit eingeschränkter Bewegungsfreiheit. Unter Umständen wurde Hausarrest verhängt.[2]
- Kategorie C: ohne Internierung und ohne Beschränkungen.

Rund 120 örtliche Tribunale prüften vom September 1939 bis zum Februar 1940 rund 74.000 Fälle.
Zuerst wurden die Emigranten in Huyton interniert. Am 12. Mai 1940 erfolgte der „general roundup“; nun wurden auch Personen interniert, die in die Kategorie B oder C eingestuft waren. Nach einer Überprüfung der Loyalität im Einzelfall konnte die Internierung aufgehoben werden. Einige deutsche Staatsbürger wurden zu den Streitkräften zugelassen, einige wenige wurden sogar als Kampfpiloten gegen Deutschland eingesetzt.
Als die Kapazität der Lager nicht mehr ausreichte, wurden andere Unterbringungsmöglichkeiten gesucht. Die vergleichsweise isoliert vom britischen Festland gelegene Isle of Man war prädestiniert, da sie als beliebtes Ferienziel auch eine große Anzahl an Unterkünften bot. Insgesamt wurden 25.000 Emigranten in meist provisorisch eingerichtete Lager auf Inseln eingewiesen.
Als die Kapazität der britischen Lager erschöpft war, wurden 6564 deutsche und österreichische Internierte nach Kanada und 2500 nach Australien deportiert. Auch in Indien gab es Internierte. In den Internierungslagern in Indien wurden auch Deutsche aus Ceylon und nach dem 9. Mai 1940 solche aus Niederländisch-Indien gefangen gehalten. Diese Deportationen nach Übersee hatten für einige hundert Menschen tödliche Folgen. Bei der Überführung von Internierten nach Kanada wurde das Schiff – die Arandora Star – vom deutschen U-Boot U 47 versenkt. Mehrere hundert deutsche und italienische Gefangene an Bord der Arandora Star ertranken, darunter auch der ehemalige Berliner Stadtverordnete und KPD-Politiker Karl Olbrysch und seine Lebensgefährtin. Andere, wie Franz Eichenberg, hatten Glück und wurden von einem kanadischen Zerstörer gerettet. Für die Betroffenen mehr als strapaziös verlief auch die 57-tägige Überfahrt mit der Dunera nach Australien.
Ende Juli 1940 stoppte jedoch die Regierung die Internierung in Großbritannien, Kanada und Australien, die zunehmend als sinnlose Aktion eingeschätzt wurde. Schrittweise begann die Rückführung der Internierten. Beendet wurde die Internierungsaktion jedoch erst im Herbst 1942.
Ironisch wurden in Großbritannien die Soldaten deutscher und österreichischer Abstammung, die für die britische Armee kämpften, als The King’s Most Loyal Enemy Aliens („Des Königs allertreueste feindliche Ausländer“) bezeichnet. Zu ihnen gehörte unter anderem Ken Adam.

## Australien
In Australien gab es während des Ersten Weltkrieges als gesetzliche Grundlage den War Precautions Act 1914, der auf die Eigenschaft Australiens als Verbündeter mit England und die mögliche Gefährdung australischer Interessen abhob. 7.000 Personen wurden danach interniert, von denen 4.500 als Enemy Aliens galten. Außerdem sandten die Briten Enemy Aliens aus kleinen südasiatischen Besitzungen zur Internierung nach Australien. Viele zunächst eröffnete kleinere Lager wurden 1915 zugunsten einer Unterbringung in größeren geschlossen. Das größte war das Holsworthy-Internierungslager in New South Wales.
Ähnlich galt im Zweiten Weltkrieg der National Security Act of 1939. Etwa 7000 Einwohner wurden zwischen 1939 und 1946 interniert. Außerdem wurden in Australien ca. 8.000 weitere internierte Personen aus den Niederlanden und England und dessen Kolonialgebieten im pazifischen Raum gefangen gehalten (vgl. z. B. die Geschichte des Truppentransporters Dunera).

## Neuseeland
Trotz einer restriktiven Einwanderungspolitik konnten zwischen 1933 und dem Ausbruch des Zweiten Weltkriegs etwa 1100 Flüchtlinge aus Zentral- und Osteuropa nach Neuseeland einreisen, darunter etwa 900 aus Deutschland und Österreich. Die meisten von ihnen wurden während der Kriegsjahre zu Enemy Aliens erklärt. Zusätzlich zu einigen fremdenfeindlichen Tendenzen innerhalb der neuseeländischen Gesellschaft und der Furcht, die Flüchtlinge könnten sich als fünfte Kolonne ihrer Herkunftsländer entpuppen, schufen die 1940 verabschiedeten Aliens Energency Regulations die Voraussetzungen dafür, dass die Regierung Ausländer kontrollieren, internieren oder ausweisen konnte.

„Diese Vorschriften schränkten den Besitz von Gegenständen wie z. B. Waffen, Landkarten, Kurzwellenradios, Kameras und Röntgenapparate ein. Gewisse Wohnorte waren den „Enemy Aliens“ ebenfalls verboten. Es wurde ihnen die Verpflichtung auferlegt, sich bei der Polizei zu melden, und Ausländer in einer eingeschränkten Kategorie mussten eine Genehmigung einholen, wenn sie sich mehr als vierundzwanzig Meilen von ihrem üblichen Wohnsitz entfernen wollten bzw. mit einer mehr als vierundzwanzigstündigen Abwesenheit von dort rechneten. Flüchtlinge waren ferner von gewissen Berufen und vor allem von den Streitkräften ausgeschlossen.“

Beaglehole geht davon aus, dass diese Einschränkungen den meisten Flüchtlingen keine größeren Probleme bereitet haben, dass sie aber dennoch unter Drangsalierungen und Bespitzelungen aus ihrem beruflichen und privaten Umfeld heraus zu leiden hatten. Für einige Flüchtlinge wurde Neuseeland „zu einem unbehaglichen Zufluchtsort, der Anklänge an den Nazismus hatte, dem sie zu entkommen gesucht hatten“.:56–57

## Vereinigte Staaten
Der Alien Enemy Act von 1798, der heute noch als Kap. 50 des United States Code gültig ist, gibt dem US-Präsidenten das Recht, die Verhaftung und Abschiebung jedes Ausländers zu befehlen, der Bürger eines Landes ist, mit dem sich die Vereinigten Staaten im Kriegszustand befinden (siehe auch „Alien and Sedition Acts“). Eine Neuformulierung erfolgte 1918.

### Erster Weltkrieg
Nach dem Kriegseintritt Amerikas am 6. April 1917 verfügte Präsident Woodrow Wilson auf der Basis des Alien Enemy Act eine Reihe von Einschränkungen gegenüber den in den USA lebenden deutschen Staatsbürgern, die ihre Verfügungsgewalt über ihr Eigentum ebenso einschränkten wie ihre Bewegungsfreiheit. Es gab verbotene Zonen, die sie nicht mehr betreten durften, sie mussten sich bei der Polizei oder den Postmeistern der USA registrieren lassen, es war ihnen verboten, Geräte zur Nachrichtenübermittlung, Radios und Schusswaffen usw. zu besitzen. Diese Maßnahmen wurden im Dezember 1917 auch auf Personen aus Österreich-Ungarn und vom April 1918 an auf alle feindlichen Ausländer ausgedehnt. Verstöße wurden hart geahndet, Polizeirazzien waren an der Tagesordnung. Es kam zu über 10.000 Verhaftungen, die zu Untersuchungen führten, aber meistens bald zu Entlassungen auf Bewährung. Für die Verhafteten selbst war es eine demütigende Erfahrung, die häufig zum Verlust des Arbeitsplatzes führte, zum Verlust des sozialen Ansehens oder der Wohnung.
Vom Kriegsministerium wurden etwa 2300 Personen als „gefährliche feindliche Ausländer“ in zwei Lagern dauerhaft interniert: in Fort Oglethorpe (Georgia) und in Fort Douglas (Utah). Die überwiegende Mehrheit waren deutsche Staatsangehörige oder Österreicher, denen besondere Illoyalität gegenüber den USA unterstellt wurde. Nur 8 Prozent von ihnen verbrachten eine längere Zeit in Haft und wahrscheinlich sogar nur etwa 2 Prozent wurde für die Dauer des Krieges oder länger interniert.
Rund 10 Prozent der 2300 Internierten waren wohlhabende, in Deutschland geborene Einwanderer, die im Verdacht standen, illoyal zu sein oder prodeutsche Propaganda zu finanzieren. Der größte Teil der Internierten aber bestand aus einfachen Arbeitern, Bedürftigen und Arbeitslosen. Ihr einziges „Verbrechen“ bestand allenfalls darin, Anhänger einer radikalen Politik oder an Arbeitsunruhen beteiligt gewesen zu sein. Zu diesen 2300 Internierten hinzu kamen bis zu 2800 Marineangehörige, die der Verletzung der amerikanischen Neutralität angeklagt waren, sowie Angehörige der Handelsmarine, die nach dem 6. April 1917 in amerikanischen Häfen oder in Ländern, in denen die USA als Kolonialmacht agierte (Philippinen, Hawaii, Guam und Puerto Rico) gefangen genommen worden waren. Weitere Internierte kamen aus Süd- und Lateinamerika in die USA, wo sie auf US-amerikanischen Druck hin festgenommen worden waren.
Die Freilassung oder Rückführung der Internierten erfolgte ab dem November 1918, wenn auch sehr langsam. Erst im März 1920 konnte die Schweizer Delegation in Washington der deutschen Regierung mitteilen, dass keine deutschen Staatsbürger mehr in den USA festgehalten würden. In der Zwischenzeit war innenpolitisch in den USA der Übergang erfolgt von der „Enemy-Alien-Hysterie“ zur Angst vor einer „Roten Gefahr“, die die neue Begründung für die zögerliche Entlassung der letzten Internierten lieferte, da diese nun als zu radikal und gefährlich galten, um auf Bewährung entlassen zu werden.

### Zweiter Weltkrieg
Der Immigration Act of 1924 bildete die Grundlage für eine weitgehend fremdenfeindliche Einwanderungspolitik der USA, unter der in den 1930er Jahren vor allem auch deutsch-jüdische Emigranten zu leiden hatten – verstärkt durch starke antisemitische Tendenzen innerhalb der amerikanischen Gesellschaft. Nach einer kurzen Lockerung der Einreisebestimmungen im Jahre 1938 kehrte die Roosevelt-Administration von 1939 an „angeblich als Reaktion auf die Angst vor subversiven Elementen unter den Einwanderern“ wieder zu einer restriktiveren Einwanderungspolitik zurück, durch die es bis 1941 fast unmöglich geworden war, „einen legalen Zugang zu den Vereinigten Staaten zu erhalten, eine bürokratisch bedingte Situation, die durch den Krieg noch komplizierter wurde“.
Nachdem Roosevelt selbst die Furcht vor Spionen unter den deutschen Emigranten, und insbesondere unter den jüdischen, weiter angeheizt hatte, war es nur noch ein kleiner Schritt zum Alien Registration Act of 1940, der auch unter dem Namnen Smith Act in die Geschichte eingegangen ist. Durch ihn wurden alle im Ausland geborenen Menschen, die älter als 14 Jahre waren und noch nicht die amerikanische Staatsbürgerschaft besaßen, zur Registrierung bei einer Bundesbehörde verpflichtet. „Die US-Regierung propagierte das Gesetz als Maßnahme zum Schutz loyaler Ausländer, und als solches erhielt es viel Aufmerksamkeit und allgemeine Unterstützung in den Medien, einschließlich der deutsch-jüdischen Flüchtlingspresse.“
Der Alien Enemy Act und der Alien Registration Act bildeten die Grundlage für die Präsidialproklamationen 2525–2527, deren erste am 7. Oktober 1941 von Präsident Roosevelt in Kraft gesetzt wurde. Sie war die Folge des japanischen Angriffs auf Pearl Harbor und betraf nur Japaner auf dem amerikanischen Territorium. Die beiden im Dezember 1941 folgenden Proklamationen – als Reaktion auf die Kriegserklärungen Deutschlands und Italiens gegen die USA – erweiterten den Kreis der Betroffenen. Alle drei erklärten die auf amerikanischem Hoheitsgebiet sich aufhaltenden Menschen japanischer (Proklamation 2525), deutscher (Proklamation 2526) und italienischer (Proklamation 2527) Herkunft zu Enemy Aliens und schufen Regelungen zum Umgang mit ihnen:
- Enemy Aliens in den USA und Alaska unterlagen fortan der Kontrolle durch das Justizministerium. In Hawaii, den Philippinen und der Panamakanalzone waren sie dem Kriegsministerium unterstellt.
- Alle Betroffenen wurden aufgefordert, sich bei der US-Regierung als Enemy Aliens registrieren zu lassen.
- Die Proklamationen legten allgemeine Vorschriften zur Einschränkung ihrer Aktivitäten fest und erlaubten die Einrichtung von Zonen, aus denen sie evakuiert werden konnten.
- Die Proklamationen genehmigte ausdrücklich die Festnahme und Internierung für die Dauer des Krieges, wenn ein Enemy Alien als potenziell gefährlich für den Frieden und die Sicherheit der USA angesehen wurde.
- Mitte Januar 1942 erfolgte die Aufforderung, sich binnen einer Woche eine neue Kennkarte ausstellen zu lassen, die dann immer mitgeführt werden musste. Die im Zuge der Ausstellung der Kennkarte erhobenen Daten wurden an das FBI weitergegeben, das zuvor schon eine entscheidende Rolle bei der Identifizierung der Personen gespielt hatte, die als Enemy Aliens betrachtet wurden.[17]

Die amerikanischen Staatsbürger japanischer Abstammung (sogenannte Enemies Non-alien) waren von diesen Maßnahmen zunächst am stärksten betroffen. Im Rahmen der Internierung japanischstämmiger Amerikaner wurden diese von der Westküste unter Zwang in Internierungslager umgesiedelt. Etwa 120.000 Menschen japanischer Abstammung landeten in Camps; 65 % von ihnen waren amerikanische Staatsbürger. „Die Politik gegen die japanischen und japanisch-amerikanischen Bürger an der Westküste war rassistisch und politisch begründet und hatte wenig mit der tatsächlichen militärischen Notwendigkeit zu tun.“ Krammer berichtet unter Bezug auf die gesamte USA, dass alleine Ende 1941 bereits Tausende zu Verhören festgehalten worden seien und das Justizministerium 60.000 Enemy Aliens zu Verhören einbestellt habe. Die Verhöre fanden durch sogenannte Civilian Alien Enemy Hearing Boards, die für jeden Betroffenen eine von drei Empfehlungen abgeben konnten: Bedingungslose Freilassung; Freilassung auf Bewährung (verbunden mit zweimaligen wöchentlichen Meldungen); Internierung. Von den Maßnahmen betroffene Deutsche waren zunächst diejenigen, „die als politisch besonders gefährlich erschienen, also Personen, die Deutschland seit Hitlers Machtergreifung besucht hatten, oder diejenigen, die die von der deutschen Regierung zu einem äußerst günstigen Kurs angebotene ,Rückwanderermark‘ erworben hatten und damit zur Rückkehr nach Deutschland animiert werden sollten. Das amerikanische Justizministerium wertete solche Investitionen in die Volkswirtschaft des Feindes als ein deutliches Anzeichen von Illoyalität. Danach ging man eher unsystematisch vor.“
Während Schenderlein nichts von Internierungen deutscher und italienischer Flüchtlinge berichtet, wurde in einem Dokumentarfilm des Bayerischen Fernsehens 2007 darauf hingewiesen, dass es alleine für die Internierung Deutscher in den Vereinigten Staaten während des Zweiten Weltkrieges über 50 verschiedene Lager gegeben habe, darunter auf Ellis Island. Ein Teil der Internierten sei sogar repatriiert worden, um sie gegen amerikanische Kriegsgefangene in Deutschland auszutauschen. Arnold Krammer, der sich bereits 1996 mit den Internierungen in den USA während des Zweiten Weltkriegs auseinandersetzte, konstatierte, „daß die Geschichte der 7041 deutschen Internierten, die zusammen mit ihren Familien, internierten Seeleuten und Ausländern aus Lateinamerika eine Gesamtzahl von 25655 ergeben, kaum bekannt ist. […] Hervorzuheben ist auch, daß die Zahl der Internierten gering war im Verhältnis zur Zahl derer, die ihr Leben unbehelligt fortsetzen konnten.“
Unabhängig davon weist Schenderlein darauf hin, dass die Flüchtlinge an der Westküste von den Proklamationen stärker betroffen waren als die an der Ostküste und beschreibt die Auswirkungen der Proklamationen am Beispiel von Kalifornien:

„Vor allem in Kalifornien, mit seiner Konzentration von Rüstungsindustrie, Militärstandorten und einem großen japanischen Bevölkerungsanteil, war der Begriff ‚feindlicher Ausländer‘ zu einem ‚Schlagwort‘ geworden, das von der Presse immer wieder verwendet wurde, um auf die Gefahren durch feindliche Ausländer hinzuweisen, realen oder eingebildeten. Die Anspannung um Menschen japanischer Abstammung erreichte durch Berichte über angebliche Sabotage und andere subversive Aktivitäten teilweise hysterische Ausmaße. Auch wenn der Begriff ‚feindlicher Ausländer‘ hauptsächlich in Bezug auf japanische Menschen verwendet wurde (ohne Unterscheidung nach ihrem Staatsangehörigkeitsstatus), und selten auf deutsche oder italienische ‚Ausländer‘, fürchteten einige deutsch-jüdische Flüchtlinge dennoch um ihre eigene Sicherheit und befürchteten, dass die Leute nicht die notwendigen Unterscheidungen machen könnten. Immerhin schrieb ein Flüchtlingsvertreter: ›Wenn jemand offensichtlich als Feind behandelt wird, dann muss etwas dran sein.‹ Schilder in Restaurants mit der Aufschrift ›Feindliche Ausländer draußen bleiben‹ nährten diese Ängste und schufen Situationen, die beunruhigend an das erinnerten, was die Flüchtlinge in Deutschland erlebt hatten, als ihre Landsleute Schilder mit dem Hinweis ›Nicht-Arier draußen bleiben‹ aufgestellt hatten.“

Gegen all diese Maßnahmen gab es auch heftige Proteste jüdischer Vereinigungen – aber ebenso eine Vielzahl von Aktionen, mit denen sich die sich nicht mehr als Emigranten definierenden Flüchtlinge nun ihre unbedingte Loyalität als Immigranten unter Beweis stellen wollten.
Im Februar und März 1942 konnten Vertreter der Flüchtlinge vor dem Tolan Committee sprechen, an der Westküste erhielten sie Unterstützung durch den kalifornischen Gouverneur Culbert Olson und den Bürgermeister von Los Angeles, Fletcher Bowron. „Letztendlich wurde keine Umsiedelung von deutschen und italienischen Ausländern vorgenommen. Während diese Entscheidung im Gegensatz zu der gegen die Japaner viel mit dem Fehlen eines ausgeprägten Rassismus gegen die europäischen ‚Ausländer‘ zu tun hatte, war die offizielle Schlussfolgerung stattdessen, dass es nicht realistisch wäre, alle deutschen und italienischen feindlichen Ausländer umzusiedeln und zu internieren, wenn man den Krieg gewinnen wolle.“ Sichtbarstes Zeichen für diesen Wandel dürfte die 1943 begonnene Anwerbung deutscher Emigranten für das Militär und das Office of Strategic Services gewesen sein, darunter auch Herbert Marcuse.
Gleichwohl gab es in den Jahren 1942 und 1943 an der Westküste immer wieder Vorstöße zur Verschärfung der Restriktionen. Nächtliche Ausgangssperren wurden verhängt, und ebenso Reisen auf einen sehr engen Kreis um den Wohnort herum beschränkt. Letztlich nicht zum Tragen kam die vom Verteidigungskommandeur der Westküste angeordnete Umsiedlung aller in der Militärzone 1 lebenden Enemy Aliens deutscher und italienischer Abstammung im Küstenbereich von Kalifornien, Washington und Oregon sowie in Südkalifornien und Arizona an der Grenze zu Mexiko. Dass manches angeordnet, dann aber nicht umgesetzt wurde, führt Schenderlein auch darauf zurück, dass die Zuständigkeit für die Enemy Aliens von einer ursprünglich zuständigen zivilen Behörde im Februar 1942 auf das Kriegsministerium übertragen worden war. Die Militärbehörde habe keine Sympathien für die Enemy Aliens gehegt und deren Belange strikt den von ihr definierten militärischen Notwendigkeiten untergeordnet. So erwiderte etwa ein hoher Militär auf eine Eingabe einer Flüchtlingsorganisation aus Los Angeles wegen der nächtlichen Ausgangssperren, „dass es sicherlich bedauerlich sei, dass Zivilisten ‚unbeabsichtigte Nachteile‘ zu ertragen hätten, die sich aus dem Krieg ergeben, aber dass Ihnen ‚als ehemalige Opfer einer schrecklichen Verfolgung, der Sie erst kürzlich entkommen sind, die gegenwärtigen Unannehmlichkeiten, zwischen 20 Uhr und 6 Uhr in Ihrem Haus zu bleiben, im Vergleich dazu unbedeutend erscheinen müssten‘.“
Während nach dem Ende des Zweiten Weltkriegs die Internierten mit japanischen Wurzeln relativ zügig entlassen wurden, bestand für viele Deutsche unter den Internierten ihr Status als Enemy Aliens fort. „Als der Krieg in Europa im Mai 1945 zu Ende war und viel Schiffsladeraum frei wurde, erklärte der neue Präsident Harry Truman, dass die Vereinigten Staaten keinen Platz mehr für unzuverlässige Einwohner hätten. Obwohl feindliche Ausländer nach Beendigung des Krieges nicht länger Feinde waren, verfügte Truman unter Berufung auf den Enemy Alien Act von 1789, dass alle Ausländer, die während des Krieges als gefährlich eingestuft worden waren, jetzt repatriiert werden sollten – freiwillig oder unfreiwillig –, denn sie wurden nach wie vor als höchst unerwünscht betrachtet. Internierte, auf die diese Bestimmung zutraf, wurden davon am 24. Juli 1945 einzeln in Kenntnis gesetzt. Insgesamt schob das Justizministerium ungefähr 500 deutsche Internierte ab – darunter 318 Insassen aus Ft. Lincoln und 80 aus Crystal City.“ 1947 befanden sich in Crystal City immer noch 600 Deutsche, von denen in der Folgezeit 380 freigelassen wurden. Die übrigen 220 wurden nach Ellis Island gebracht und sollten von dort aus nach Deutschland abgeschoben werden. Überraschend fiel im Juni 1947 eine Entscheidung gegen weitere Deportationen. „Damit war das ganze Enemy Alien Program abgeschlossen, und alle noch auf Ellis Island Internierten wurden entlassen.“